# Lala Song
Lala Song is een nummer van de Franse dj Bob Sinclar uit 2009, in samenwerking met de Amerikaanse rappers Hen Dogg, Master Gee & Wonder Mike van The Sugarhill Gang. Het is de eerste single van Sinclars zesde studioalbum Born in 69.
Het nummer is een remix van "Rapper's Delight", waarmee The Sugarhill Gang in 1979 een monsterhit had. "Lala Song" was met een 90e positie in Sinclars thuisland Frankrijk niet zo succesvol. Het werd wel een hit in Nederland, België, Spanje en Italië. In de Nederlandse Top 40 haalde het nummer de 5e positie, en in de Vlaamse Ultratop 50 de 9e.